# KSM (Linux)
A Kernel Samepage Merger (röviden KSM) a Linux-kernel egy modulja, amely lehetővé teszi hypervisor rendszereknek, hogy megegyező memórialapokat megosszanak különböző folyamatok és vendég operációs rendszerek között. Ezt a memória átolvasásával és a megegyező lapok megkeresésével oldja meg. A duplikátumokat egy lappá egyesíti és "copy-on-write" jelzéssel látja el.
A KSM eredeti célja az volt, hogy egy szerveren a fizikai memóriánál több elérhető memóriát biztosítson a vendég operációs rendszereknek. A megvalósítás során kiderült, hogy a megoldás nem csak virtualizáció terén lehet hasznos, hanem egyéb esetekben amikor kevés memória áll rendelkezésre.
A Red Hat egy kísérleti KSM implementációjával 52 darab Windows XP virtuális gép futott egyenként 1 GB memóriával, a szerver 16 GB fizikai memóriáján.
A KSM először a linux kernel 2.6.32 verziójában jelent meg.

## Hátrányok
- A megoldás hátránya, hogy megnöveli a processzor terheltségét.[1]
- Más lehetséges probléma a KSM-mel a biztonság.[6]
- A megosztott lapokat az operációs rendszer nem swappelheti ki.[7]